# Coregonus hoferi
Coregonus hoferi is een straalvinnige vissensoort uit de familie van de zalmen (Salmonidae) en de onderfamilie houtingen. De wetenschappelijke naam van de soort is voor het eerst geldig gepubliceerd in 1932 door Lev Berg. Het was een endemische soort in Duitsland. Deze houting werd daar Schwebrenke genoemd.

## Herkenning
Deze houting onderscheidde zich van andere soorten binnen het stroomgebied van de Donau. De vis kon 35 cm lang worden, de kleur van de vinnen en de bek was anders. Het aantal kieuwboogaanhangsels bedroeg meestal 26 tot 28, het aantal schubben op de zijlijn was gemiddeld 81.

## Verspreiding en leefgebied
Tot de jaren 1940 en volgens plaatselijke vissers zelfs tot in de jaren 1980 was deze soort houting aanwezig in de Chiemsee in Beieren. De vis paaide in ondiep water boven grindbodems. De vis foerageerde op zoöplankton en insecten.

## Status
De soorten houtingen die in 2004 in de Chiemsee aanwezig waren, behoorden allemaal tot een later geïntroduceerde soort. Pogingen in 2002 en 2004 om de Schwebrenke (C. hoferi) terug te vinden bleven zonder resultaat. Mogelijk verblijft daar nog een kleine populatie die daar diep (12 tot 15 m) in het meer paait. Daarom staat de vis als ernstig bedreigd op de Rode Lijst van de IUCN.